# Ồ
Ồ, ồ (o-circunflexo-grave) é uma letra utilizada apenas na língua vietnamita para indicar o tom decrescente na vogal ô, ao contrário do que vários pensam, essa letra não está combinando dois tons no vietnamita pois ô já é uma vogal e não é considerado um diacrítico na língua vietnamita.

## Pronúncia
A pronúncia da vogal ô em vietnamita existe em português e é equivalente ao nosso ô, já o ồ não existe. Para pronunciá-lo deve-se pronunciar a vogal o fechada do português em um tom de decepção; o seu fonema é /o˨˩/.

## História
Em vietnamita, esse letra se chama (ô-dấu huyền) (Ô-acento grave) ou (o dấu mũ dấu huyền) (O-circunflexo-grave) e ele surgiu através da influência do chinês, não existe este fonema em chinês, pois isso foi um tom adicionado a língua junto influência de dois tons.

### Sistema de Som do Vietnamita
- Brunelle, Marc (2009). «Tone perception in Northern and Southern Vietnamese». Journal of Phonetics. 37 (1): 79–96. doi:10.1016/j.wocn.2008.09.003
- Brunelle, Marc (2009). «Northern and Southern Vietnamese Tone Coarticulation: A Comparative Case Study» (PDF). Journal of Southeast Asian Linguistics. 1: 49–62. Cópia arquivada (PDF) em 13 de novembro de 2018
- Kirby, James P. (2011). «Vietnamese (Hanoi Vietnamese)» (PDF). Journal of the International Phonetic Association. 41 (3): 381–392. doi:10.1017/S0025100311000181
- Michaud, Alexis (2004). «Final consonants and glottalization: New perspectives from Hanoi Vietnamese». Phonetica. 61 (2–3): 119–146. PMID 15662108. doi:10.1159/000082560
- Nguyễn, Văn Lợi; Edmondson, Jerold A (1998). «Tones and voice quality in modern northern Vietnamese: Instrumental case studies». Mon–Khmer Studies. 28: 1–18
- Thompson, Laurence E (1959). «Saigon phonemics». Language. 35 (3): 454–476. JSTOR 411232. doi:10.2307/411232